# Мали Славков
Мали Славков (слч. Malý Slavkov) насељено је мјесто са административним статусом сеоске општине (слч. obec) у округу Кежмарок, у Прешовском крају, Словачка Република.

## Становништво
| Година:    | 1994. | 2004. | 2014.    | 2024.    |
| ---------- | ----- | ----- | -------- | -------- |
| Број људи: | 0     | 840   | 991      | 1269     |
| Разлика:   |       | –     | +17,97 % | +28,05 % |

| Година:    | 2023. | 2024.   |
| ---------- | ----- | ------- |
| Број људи: | 1246  | 1269    |
| Разлика:   |       | +1,84 % |

Према подацима о броју становника из 2011. године насеље је имало 953 становника.